# Diamantene Aue
Die Diamantene Aue ist eine Landschaft zwischen Bad Frankenhausen und Artern im Kyffhäuserkreis im Norden Thüringens.

## Lage

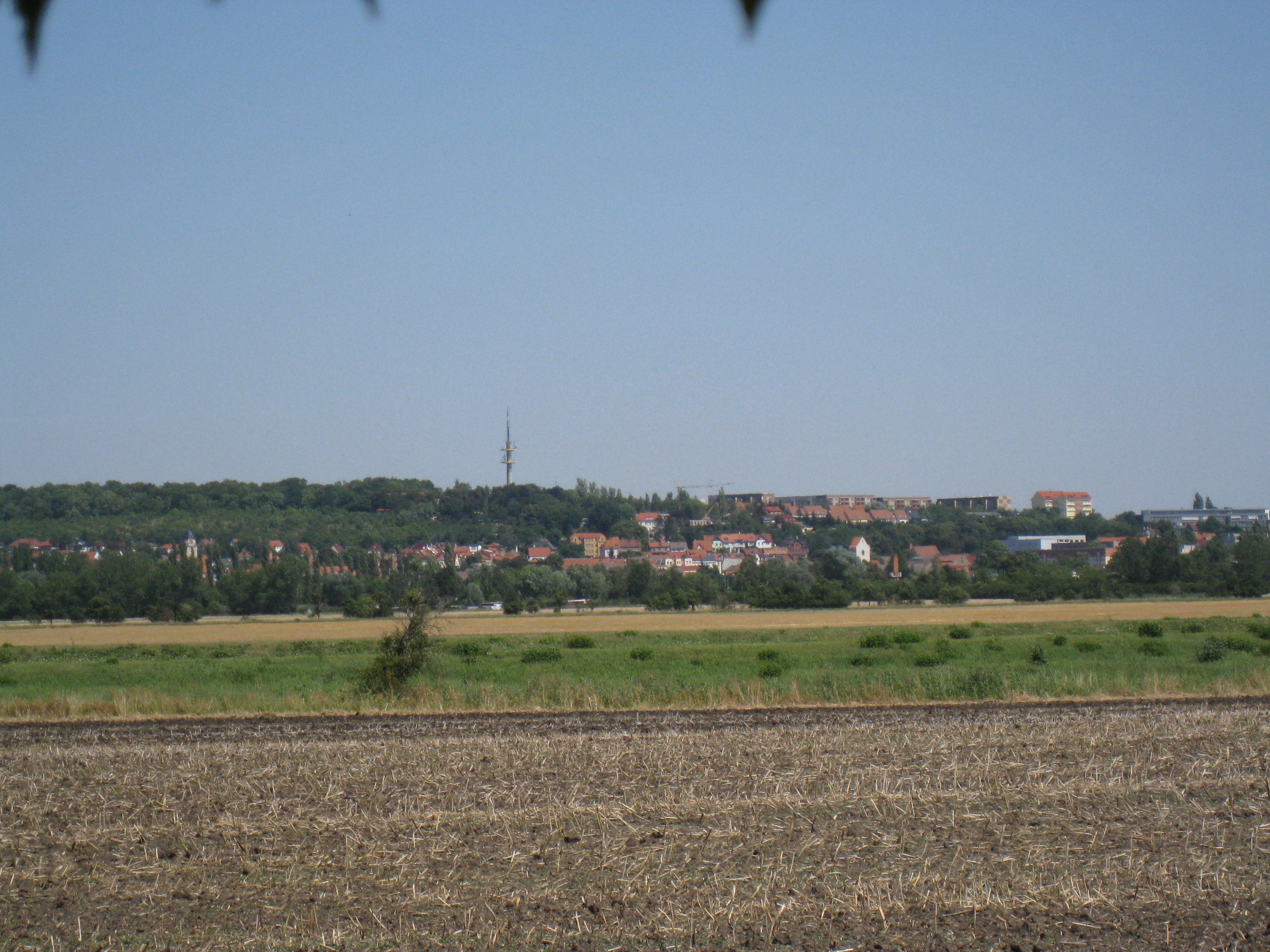
Die Diamantene Aue bei Artern

Sie erstreckt sich halbkreisförmig zwischen der Hohen Schrecke (ein Bergrücken, der sich nach Sachsen-Anhalt hinein zieht) im Südosten, der Schmücke im Süden, der Hainleite im Südwesten und dem Kyffhäuser im Nordwesten. Durchflossen wird die Landschaft im Südosten von der Unstrut und im Norden vom Solgraben. Im Osten bei Kalbsrieth mündet die Helme in die Unstrut. Der zentrale Teil der Diamantenen Aue wird Das Ried genannt, weiter westlich befindet sich das Esperstedter Ried. Naturräumlich gehört die Landschaft zur Helme-Unstrut-Niederung.

## Natur
Die Diamantene Aue ist ebenso wie die nordwestlicher liegende Goldene Aue sehr fruchtbar. Deshalb wurde dieses Gebiet schon immer stark landwirtschaftlich genutzt, insbesondere für den Zuckerrübenanbau. Die früher vorhandenen Zuckerfabriken in Artern und Oldisleben wurden nach 1990 stillgelegt, wobei letztere als Industriedenkmal Zuckerfabrik Oldisleben erhalten wird. Westlich von Artern befindet sich der Schönfelder See und südlich von Esperstedt gibt es einige Kiesseen.
Schutzgebiete gibt es hier folgende:
- Vogelschutzgebiet Helme-Unstrut-Niederung
- FFH-Gebiet Esperstedter Ried - Salzstellen bei Artern

## Verkehr
Die Bundesautobahn 71 durchquert die Diamantene Aue in Nord-Süd-Richtung von Richtung Sangerhausen kommend an Artern, Reinsdorf, Bretleben und Heldrungen vorbei bis zum Schmücke-Tunnel und dann weiter Richtung Schweinfurt. Durch die Diamantene Aue verläuft die Eisenbahnstrecke Sangerhausen–Erfurt mit Haltepunkten in Heldrungen, Bretleben, Reinsdorf und Artern. Im September 2008 wurde die Bahnlinie von Bretleben nach Sondershausen stillgelegt, die Unstrutbahn von Reinsdorf in Richtung Nebra ist zurzeit ebenfalls nicht in Betrieb.